# Jack Davis (Zeichner)

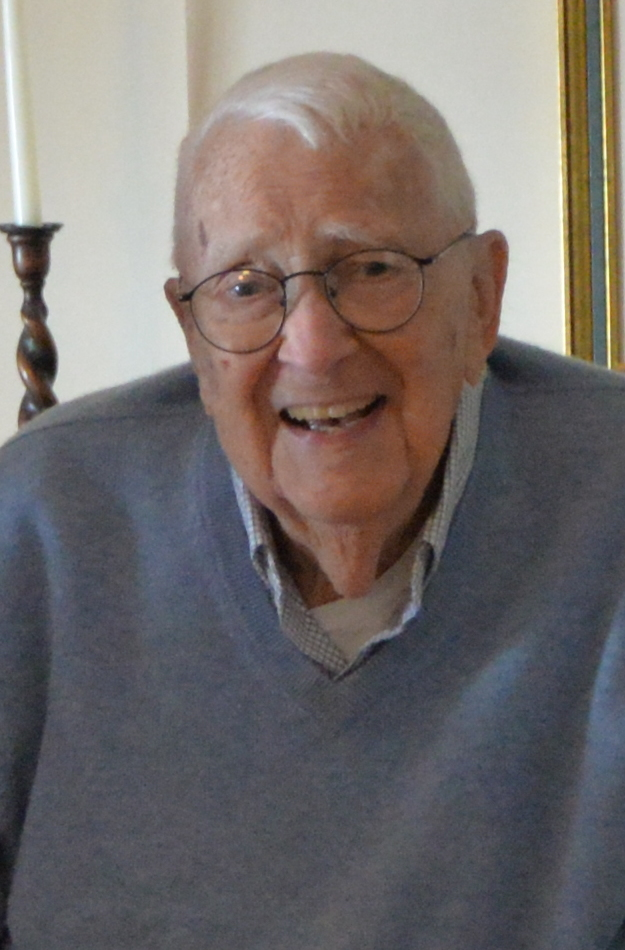
Jack Davis (2015)

Jack Davis, eigentlich John Burton Davis (* 2. Dezember 1924 in Atlanta, Georgia; † 27. Juli 2016 in St. Simons Island, Georgia) war ein amerikanischer Comiczeichner und Cartoonist, der hauptsächlich durch seine Arbeiten für das MAD-Magazin und EC Comics bekannt wurde. Davis erhielt im Jahr 1996 den „Milton Caniff Lifetime Achievement Award“ der amerikanischen National Cartoonist Society (NCS) und im Jahr 2000 den von der NCS vergebenen Reuben Award.

## Leben
Davis debütierte im Alter von zwölf Jahren mit Zeichnungs-Veröffentlichungen in der Jugendzeitschrift Tip Top Comics. Während des Zweiten Weltkriegs war er Steuermann und Gefangenenaufseher auf der Insel Guam. In dieser Zeit zeichnete er für Zeitungen der Navy die Serie Boondocker. Nach dem Krieg schrieb Davis sich zunächst für ein Kunststudium an der University of Georgia ein, wo er Beiträge für die Campus-Zeitschrift Bullsheet zeichnete. Im Jahr 1949 wechselte er zur Art Students League of New York 1951 stieß Davis zu EC Comics, wo er Beiträge für die Horror-Comics des Verlags, wie beispielsweise Vault of Horror, Tales from the Crypt, Haunt of Fear, Crime SuspenStories, Shock SuspenStories oder Incredible Science-Fiction, lieferte. Ab 1952 zeichnete Davis auch für das Magazin MAD. Da aufgrund der Restriktionen des „Comics Code“ zahlreiche Horror-Comics eingestellt werden mussten, wandte sich Davis mit MAD und Panic verstärkt den Humorpublikationen des Verlags zu. Weitere Zeichnungen entstanden für die Satirezeitschriften Trump und Help!. In den Jahren 1958 bis 1963 zeichnete er einige Comics für Atlas Comics, Mitte der 1960er-Jahre war Davis an der Cartoon-Reihe Little Annie Fanny des Magazins Playboy beteiligt. Bereits zu Beginn der 1960er-Jahre hatte er sich weitgehend aus dem Comic-Geschäft zurückgezogen und seine Berufslaufbahn erfolgreich als Coverzeichner und Werbeschaffender fortgesetzt. In den 1970er-Jahren zeichnete Davis einige Horror-Comics für das Verlagshaus Warren Publishing.

## Werke
- Mad in Hollywood: das grosse Kino-Lachbuch,  Text von Dick de Bartolo, Zeichnungen von Jack Davis und Mort Drucker, herausgegeben von Nick Meglin. Deutsche Fassung von Herbert Feuerstein (= Mad-Taschenbuch; Nr. 10) Williams, Hamburg 1976 (Originaltitel: A mad look at old movies),  ISBN 3-8071-0078-4.